# Eurhopalothrix punctata
Eurhopalothrix punctata é uma espécie de formiga do gênero Eurhopalothrix, pertencente à subfamília Myrmicinae.